# Womens Bay
Womens Bay ist ein Census-designated place (CDP) im US-Bundesstaat Alaska in den Vereinigten Staaten und gehört zum Kodiak Island Borough. Das Gebiet liegt an der Westküste der Kodiak-Insel am Fuß der Old Womens Mountains entlang der gleichnamigen Bucht. Es ist über die Küstenstraße mit dem Hauptort der Insel Kodiak verbunden. 
Zum Zeitpunkt der Volkszählung im Jahre 2020 (U.S. Census 2020) hatte der CDP 743 Einwohner auf einer Landfläche von 113,2 Quadratkilometer. 
Bei der vorhergehenden Volkszählung 2010 betrug das Medianalter 35,1 Jahre (nationaler Wert der USA: 35,3 Jahre). Das Pro-Kopf-Einkommen (engl. per capita income) lag bei US-Dollar 27.746 (nationaler Durchschnitt der USA: US-Dollar 21.587). Keiner der Einwohner lag mit seinem Einkommen unter der Armutsgrenze.  Die meisten Arbeitnehmer arbeiteten in Kodiak oder bei der Coast Guard Air Station auf der Kodiak-Insel. 31,7 % der Einwohner waren deutschstämmig.
Die Bucht Womens Bay ist 7 Kilometer lang, im Verhältnis zur übrigen Küste flach und bedeckt eine Fläche von etwa 12 Quadratkilometer. Hier werden Königskrabben gefischt. Das so genannte Karfreitagsbeben verursachte 1964 eine Flutwelle (Tsunami), die im Gebiet einen Schaden von etwa 10 Millionen US-Dollar anrichtete.